# Museo Arqueológico de Egina
El Museo Arqueológico de Egina es un museo que está en Egina, Grecia.

## Historia del museo

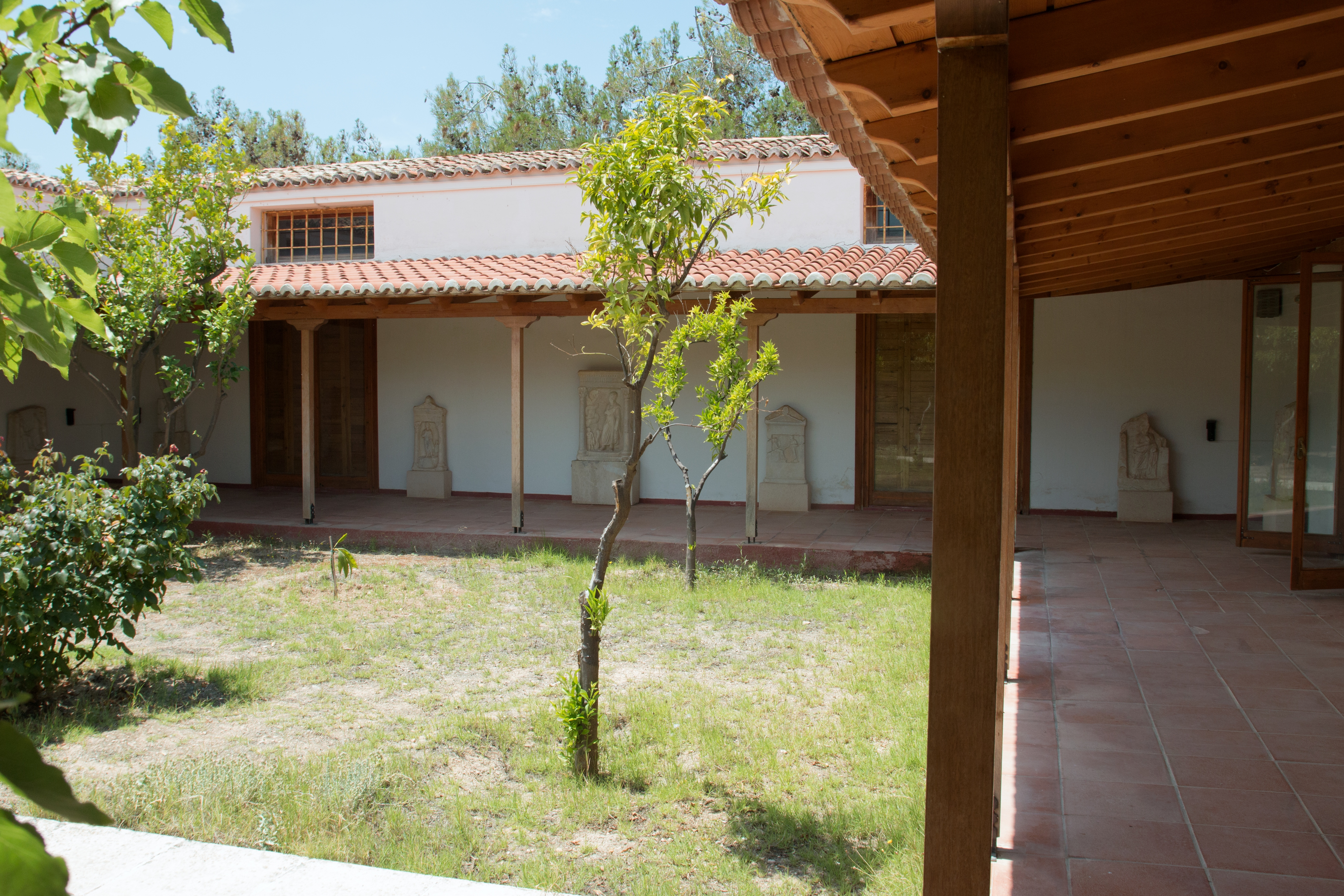
Lapidarium del Museo Arqueológico de Egina.

Fue fundado en 1828 por Ioannis Kapodistrias, el primer gobernador de Grecia independiente. Las colecciones se alojaron primero en un orfanato pero muchos de los objetos se llevaron a Atenas en 1837. Posteriormente, la colección fue albergada en diversos edificios hasta que en 1980 se construyó el edificio actual, ubicado en el yacimiento arqueológico de Kolona. Está previsto un próximo traslado al primitivo orfanato donde estuvo en su origen.

## Colecciones
El museo contiene una colección de periodos comprendidos entre la prehistoria y la época romana y donde destacan los encontrados en el yacimiento arqueológico de Kolona. Se divide en tres salas. Una de ellas expone cerámica del periodo prehistórico —que incluye muchos hallazgos del Heládico Medio y del periodo micénico— y las otras dos exponen objetos de las épocas históricas. De estos últimos destacan una serie de esculturas del los siglos VII-V a. C. que se encontraban en los templos de Apolo y de Afaya, y que incluyen esfinges y relieves. También es muy importante una inscripción referente al templo de Afaya.
En el atrio hay una colección de lápidas de época romana con relieves.

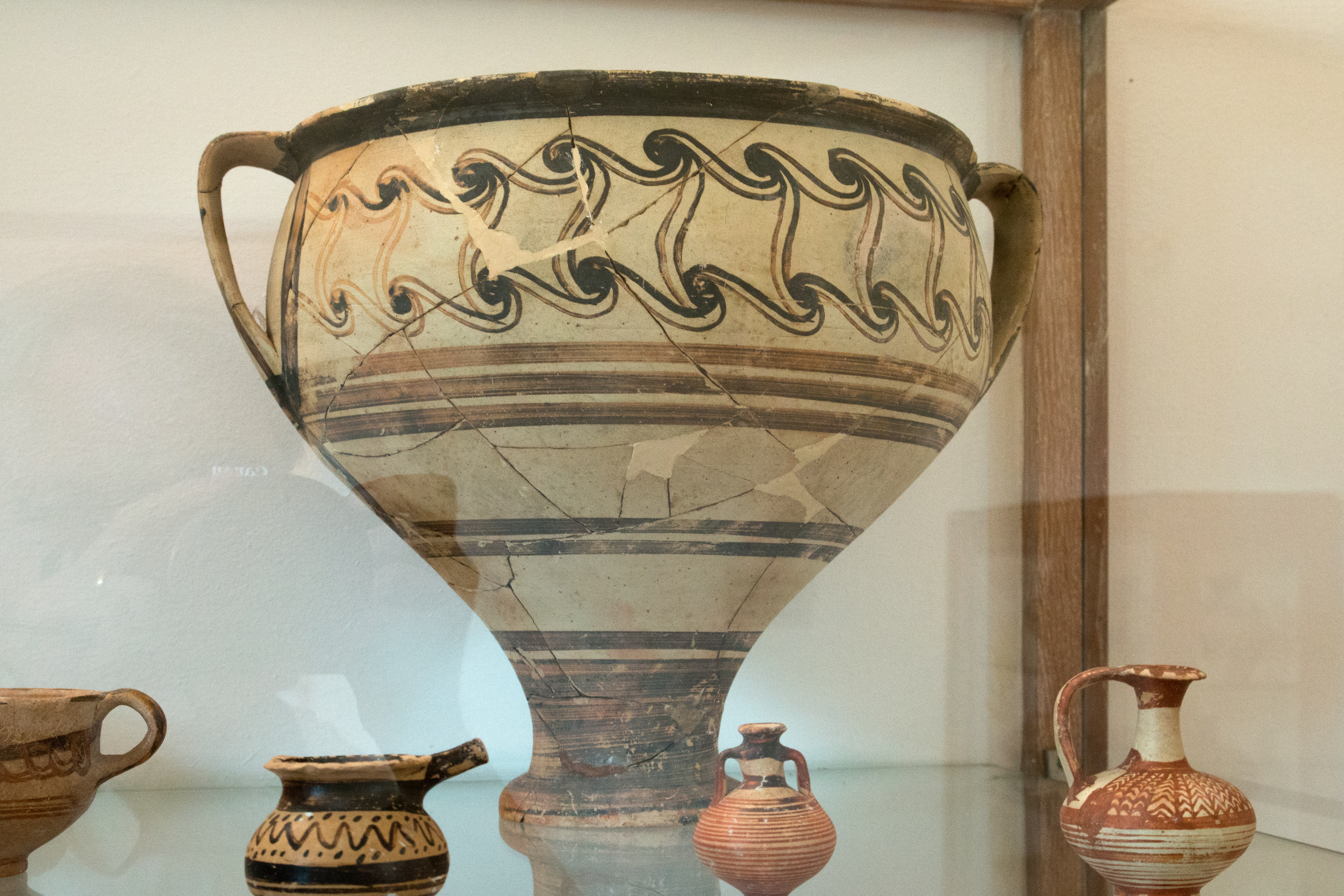
Cerámica micénica.
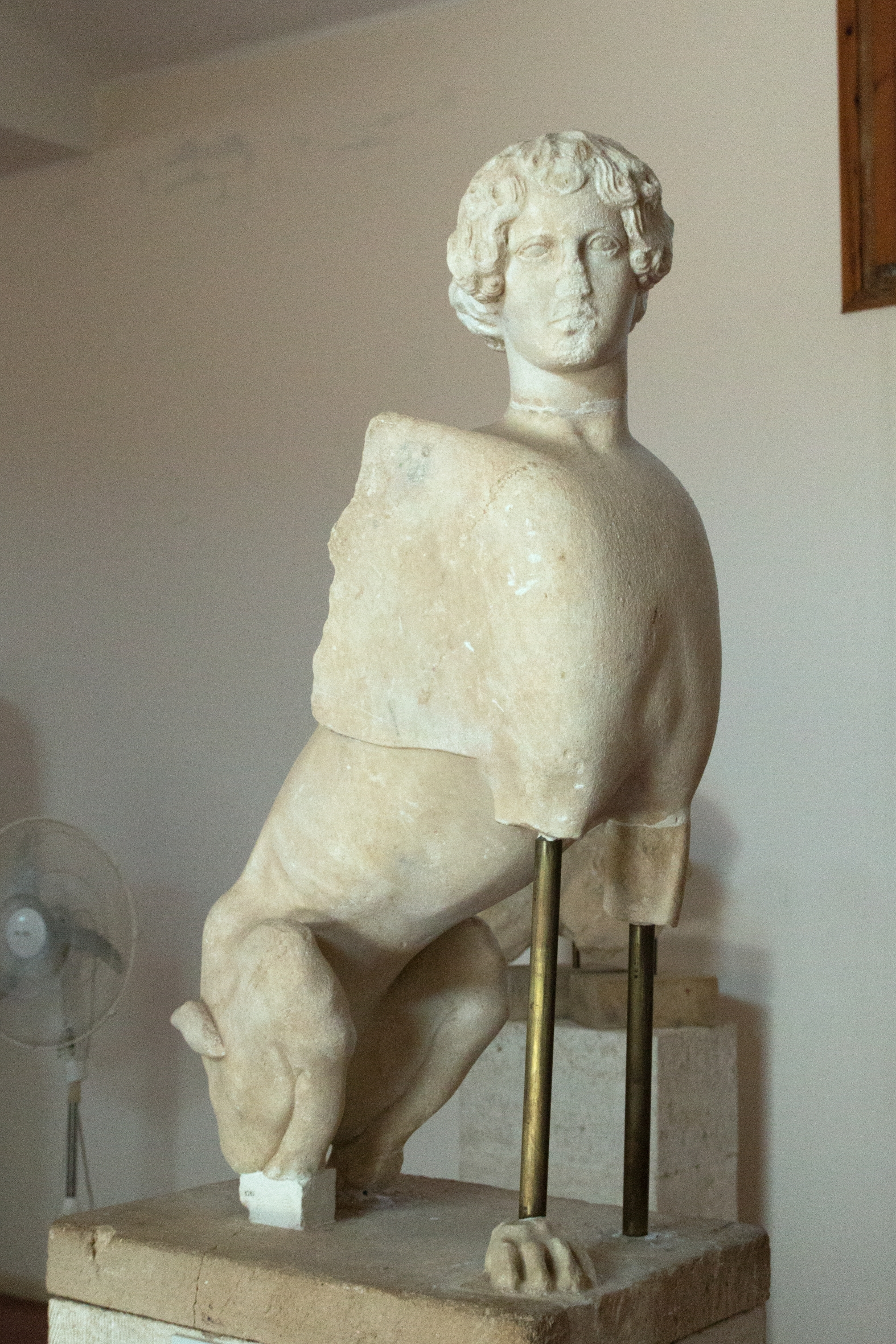
Esfinge de época clásica que se encontraba en el templo de Apolo.
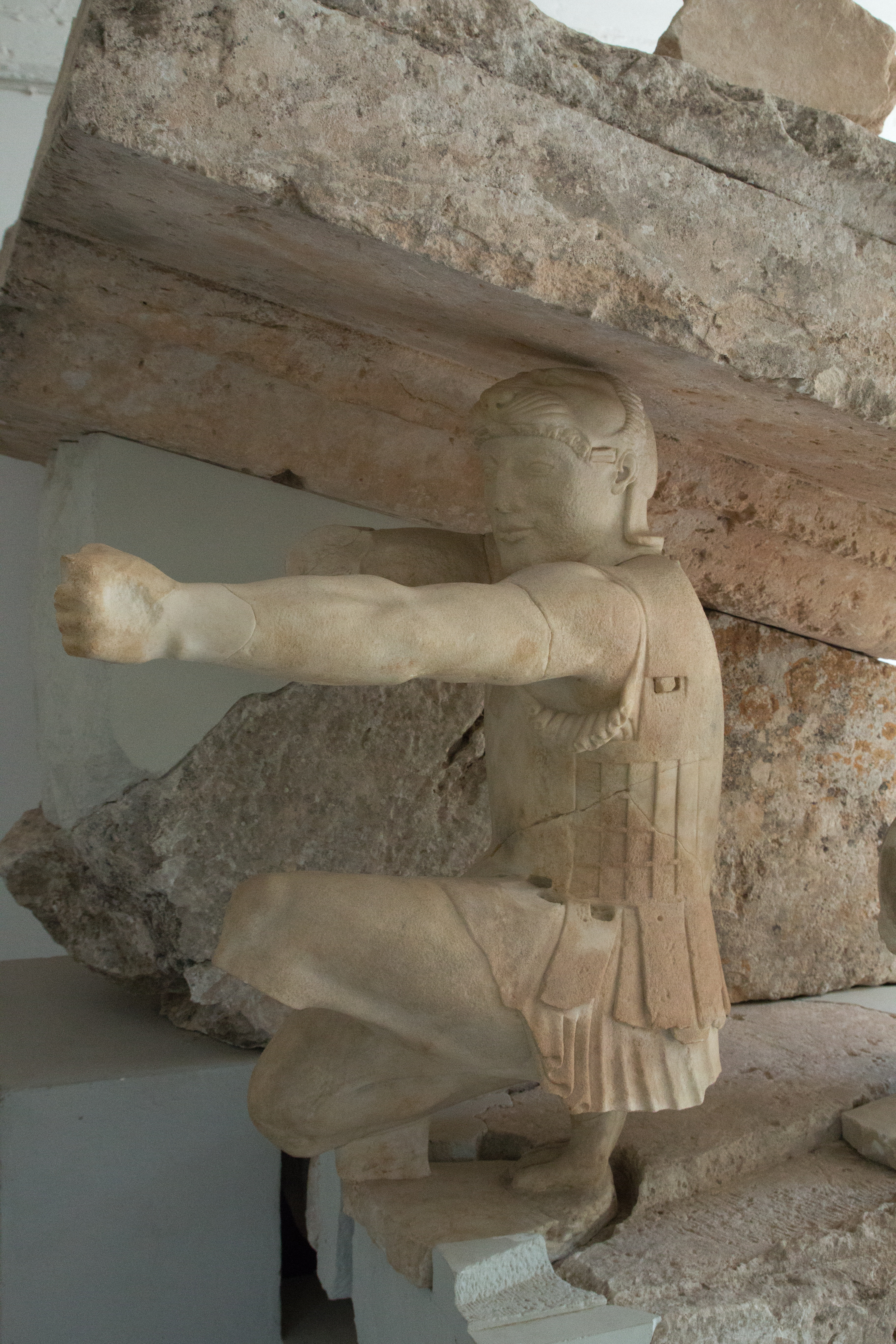
Figura de Heracles reconstruida que se encontraba en el frontón del templo de Afaya.
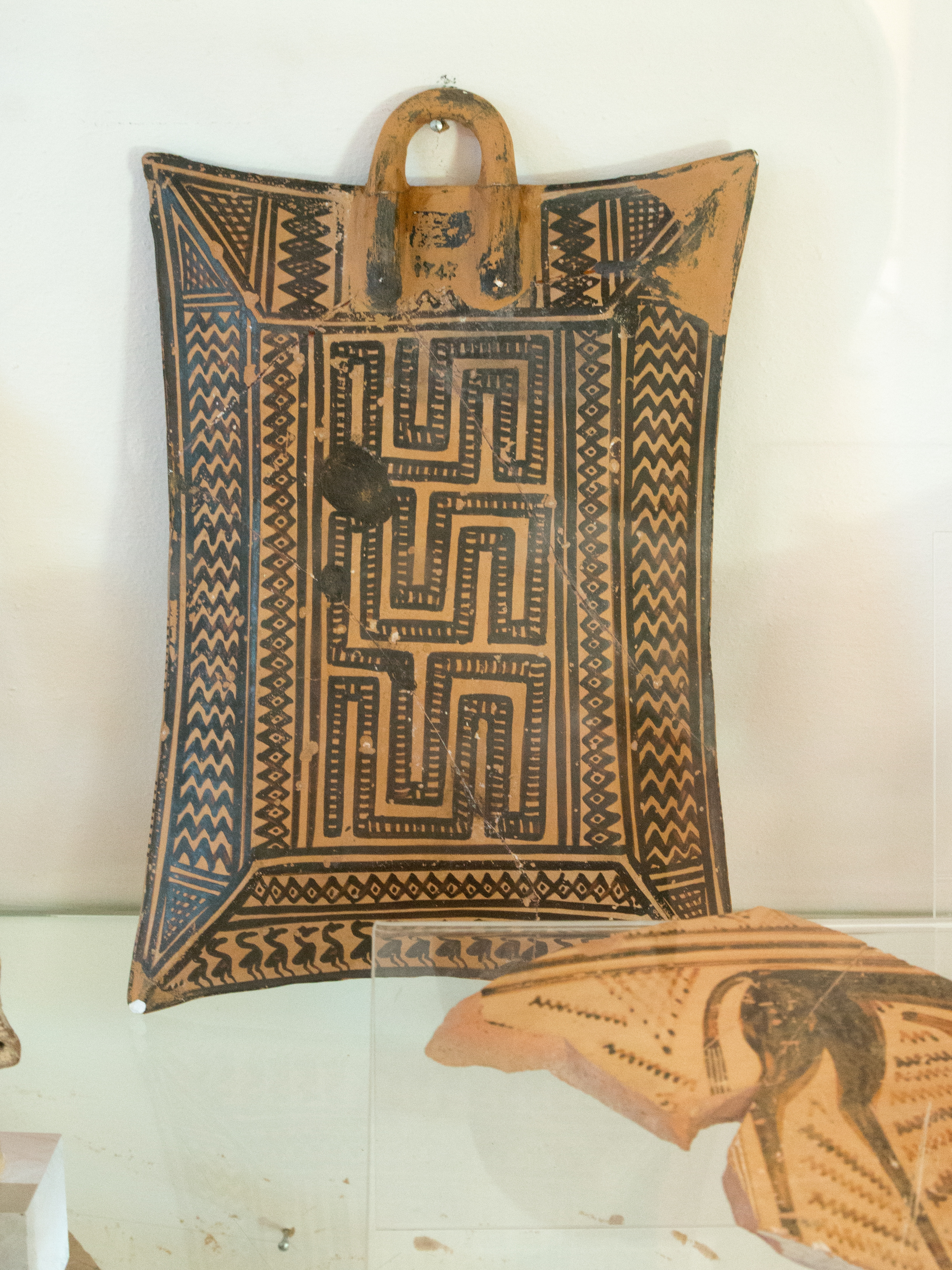
Piezas de cerámica del siglo VII a. C.
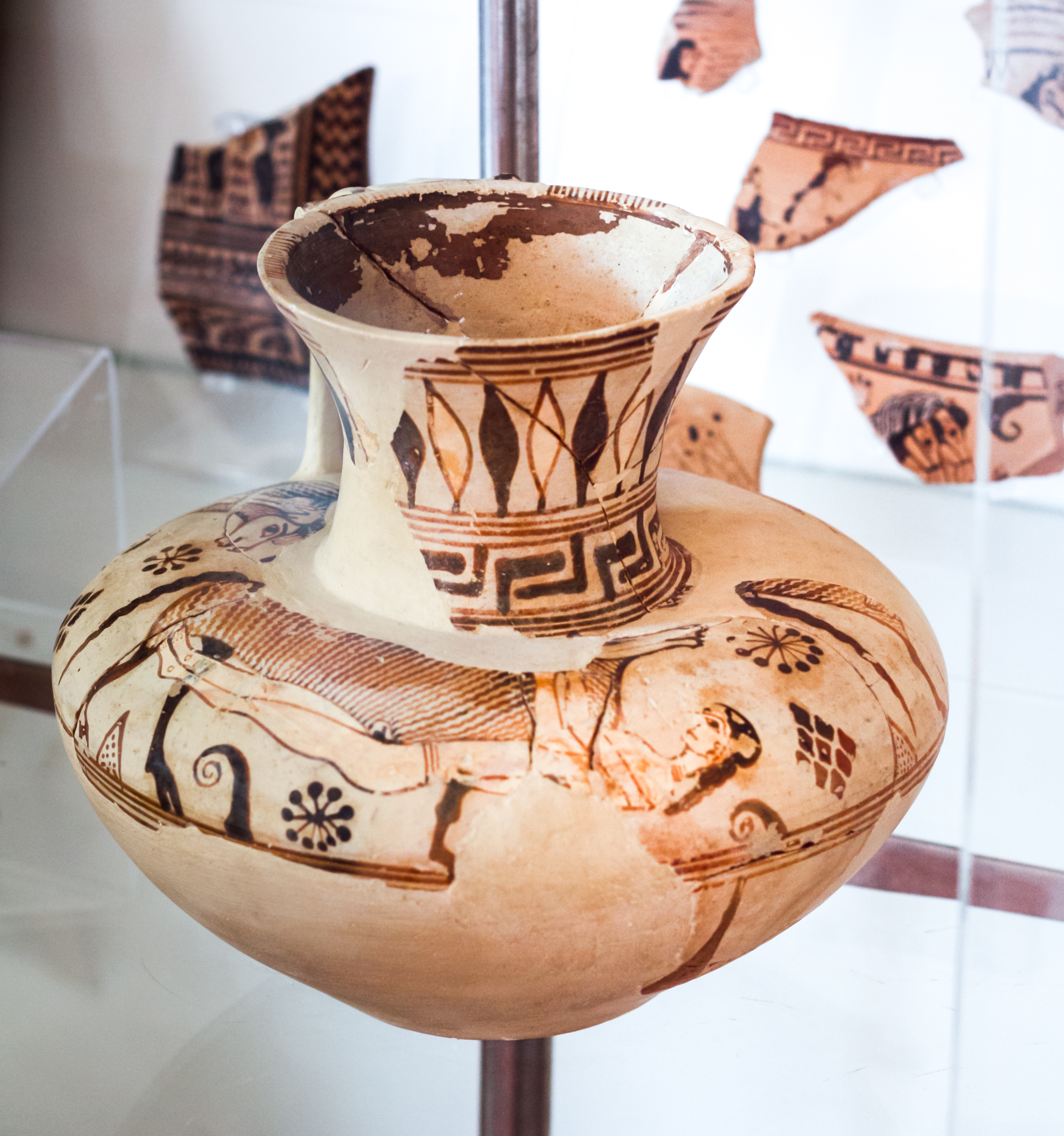
Enócoe del siglo VII a. C. del «Pintor de la jarra de los carneros» que representa a Odiseo y sus compañeros huyendo de la cueva del cíclope Polifemo.